# شحظاريات
الشحظاريات (الاسم العلمي: Cyclopteridae)، فصيلة أسماك بحرية، تُعرف باسم السافرات المكنتزة أو الأسماك المكتنزة، من رتبة عقربيات البحر. توجد في المياه الباردة في المحيط المتجمد الشمالي وشمال المحيط الأطلسي وشمال المحيط الهادئ. عُثر على أكبر عدد من أنواعه في شمال المحيط الهادئ. اسم الفصيلة Cyclopteridae مشتق من الكلمات الإغريقية κύκлος (kyklos)، وتعني "دائرة أو حلقة"، وπτέρυξ (pteryx)، وتعني "جناح" أو "زعنفة"، في إشارة إلى الزعانف الصدرية ذات الشكل الدائري لمعظم الأسماك في هذه الفصيلة.

## الأجناس
تشمل الشحظاريات الأجناس الصحيحة التالية
- Aptocyclus | De la Pylaie  [لغات أخرى]‏, 1835
- Cyclopsis | Popov, 1930
- Cyclopteropsis | Soldatov & Popov, 1929
- Cyclopterus | كارولوس لينيوس, 1758
- Eumicrotremus | ثيودور جيل, 1862
- Lethotremus | تشارلز هنري غيلبرت, 1896
- Proeumicrotremus | Voskoboinikova & Orlov, 2020